# يوي تشي
يوي تشي (بالإنجليزية: Yue Qi)‏ هي عالمة مواد حاسوبية في جامعة ولاية ميشيغان. فازت بجائزة فاينمان لتكنلوجيا النانو عام 1999 إلى جانب ويليام غودارد وتاهير كاجن لتطوير نظرية تحمل عنوان: «العمل على نمذجة تشغيل تصاميم الآلات الجزيئية.» 

## تعليمها
تخرجت تشى من جامعة تسينغهوا بدرجة بكالوريوس مزدوجة في علوم المواد وعلوم الكمبيوتر في عام 1996. وفي أثناء وجودها كطالبة دراسات عليا في مختبر وليام جودارد في معهد كاليفورنيا للتكنولوجيا، عملت على النمذجة الجزيئية، بما في ذلك الأسلاك النانوية والفلزات السائلة الثنائية. ثم حصلت على درجة الدكتوراه في علم المواد في عام 2001. تحمل أطروحتها عنوان «دراسات الديناميكا الجزيئية للتحولات الطورية وسلوكيات التشوه في الفلزات والسبائك مركزية الوجه FCC.»

## حياتها المهنية
في عام 2001، أصبحت تشي عالمة أبحاث في شركة جنرال موتورز للأبحاث والتطوير، حيث تميزت بعملها في علم الاحتكاك الوجهي والنمذجة متعددة النطاقات للدونة الألومنيوم. ركزت أبحاثها على استخدام التحليل الحسابي للحدود الحبيبية لتحسين قوة ومرونة ألواح الألمنيوم، بالإضافة إلى تطبيقات الطاقة مثل نمذجة أغشية تبادل البروتونات في خلايا الوقود، ودراسة بطاريات الليثيوم أيون. سبق أن أكملت تشي فترة تدريب في جنرال موتورز كطالبة دراسات عليا، وانضمت إلى الشركة بعد تخرجها مباشرة. قالت تشي أنها كانت واحدة من عدد قليل من الأشخاص العاملين في جنرال موتورز الذين يتمتعون بخلفية فيزيائية عوضاً عن هندسية. ابتداءً من عام 2009، عملت كمحاضرة في عدة فصول في جامعة وندسور. 
في عام 2013، انضمت إلى كلية قسم الهندسة الكيميائية وعلوم المواد في جامعة ولاية ميشيغان. يركز برنامجها البحثي على محاكاة المواد للطاقة النظيفة، بما في ذلك دراسات نظرية الكثافة الوظيفية لعملية الانتشار، وتأثيرات التشوه الميكانيكي، في بطاريات الليثيوم أيون. وخلال هذه الفترة، أصبحت أيضاً نائبة رئيس فرع ميتشيغان في جمعية الفراغ الأمريكية.
شاركت تشي أيضاً في العديد من برامج التوعية العلمية للشباب مثل مهرجان سالي رايد العلمي للفتيات. وفي يونيو/حزيران 2018، تم تعيينها كأول عميدة مشاركة للاندماج والتنوع في كلية الهندسة في جامعة ولاية ميشيغان.

## تكريمها
حصلت تشي على العديد من الجوائز تقديراً لعملها في مجال المواد الحاسوبية خلال فترة وجودها في جنرال موتورز وفي الأوساط الأكاديمية على حد سواء. فازت تشي بأول جائزة لها في عام 1999، ألا وهي جائزة فاينمان في تكنولوجيا النانو إلى جانب ويليام جودارد وتاهير كاجن. كما فازت بعد ذلك بعدة جوائز كامبل من جنرال موتورز خلال فترة وجودها في جنرال موتورز. وفي عام 2017، فازت تشي بميدالية بريماكوم من جمعية المعادن والفلزات والمواد تقديراً لمساهماتها العلمية في مجال المواد الحاسوبية.

## مناصبها المهنية
- من 2018 لحد الآن، عميدة مشاركة للاندماج والتنوع، كلية الهندسة، جامعة ولاية ميشيغان[8]
- من 2018 لحد الآن، استاذة، قسم الهندسة الكيميائية وعلوم المواد، جامعة ولاية ميشيغان 2013-2018 ، أستاذة مشاركة، قسم الهندسة الكيميائية وعلوم المواد، جامعة ولاية ميشيغان[9]
- 2001-2013، عالمة أبحاث رئيسية، قسم الأبحاث والتطوير في جنرال موتورز
- 2009-2013، استاذة مساعدة، الهندسة الميكانيكية، جامعة وندسور[10]

## إهتماماتها البحثية
1. فشل المواد، نقل الأيونات والاقترانات الكهربائية والميكانيكية في مواد البطاريات وخلايا الوقود
2. علم السطوح البينبة وهندسة الحدود الحبيبية للتغليف الصلب والمواد خفيفة الوزن
3. النمذجة بمقياس الميزو لخصائص التشكل، والخواص الميكانيكية والنقلية لأغشية خلايا الوقود
4. خضائص النمو، والخواص الهيكلية والميكانيكية للمواد النانوية
5. النمذجة متعددة المقاييس: نظرية الكثافة الوظيفية، الديناميكيات الجزيئية واسعة النطاق، تطوير حقل القوى التفاعلية، الحوسبة الموازية، نموذج الحقل الطوري، الميزودين، مخططات التحبيب الخشنة، طريقة العناصر المحددة